# Pedro Martins Marins
Pedro Martins Marins «Duca» (Zapallar, Cerro Largo, 1903 - Río Branco, 1976) fue un escritor uruguayo.
Sus padres fueron Pedro Martins y Amelia Marins. Desde joven se inclinó por el periodismo, actuando fervientemente en varios medios escritos y orales del departamento de Cerro Largo.
Esta vocación lo llevó a publicar diversos temas y a entrar en el campo de la poesía. 
Su vasta obra sobre temas nativos galardonó la poesía cerrolarguense y en especial de Río Branco, ampliando su proyección al campo de la literatura nacional.

## Obras
Sus obras más destacadas, dentro del género de la poesía gauchesca son la Sinfonía nativa y los Espinillos en flor.
- Datos: Q6069453